# ريك لو
ريك لو (بالإنجليزية: Rick Law)‏ (15 ديسمبر 1969 في الولايات المتحدة)؛ رسام توضيحي، منتج أفلام وروائي أمريكي.

## روابط خارجية
- ريك لو على موقع IMDb (الإنجليزية)
- ريك لو على موقع ميتاكريتيك (الإنجليزية)
- ريك لو على موقع ميوزك برينز (الإنجليزية)
- ريك لو على موقع أول موفي (الإنجليزية)
- ريك لو على موقع أول ميوزيك (الإنجليزية)
- ريك لو على موقع ديسكوغز (الإنجليزية)
- ريك لو على موقع قاعدة بيانات الفيلم (الإنجليزية)
- ريك لو على موقع ليتربوكسد (الإنجليزية)
- ريك لو على موقع كينوبويسك (الروسية)